# Despair
Despair er en af De Endeløse, en gruppe af fiktive superhelte fra Neil Gaimans tegneserier “The Sandman”. Despair er Desires tvillingesøster.